# 1981 aux États-Unis
Pour des articles plus généraux, voir Chronologie des États-Unis et 1981.
Chronologie des États-Unis
- 1977
- 1978
- 1979
- 1980
- 1981
- 1982
- 1983
- 1984
- 1985

Cette page concerne des événements d'actualité qui se sont produits durant l'année 1981 du calendrier grégorien aux États-Unis.

## Gouvernement
- Président : Jimmy Carter, jusqu'au 20 janvier, puis Ronald Reagan
- Vice-président : Walter Mondale, jusqu'au 20 janvier George H. W. Bush
- Secrétaire d'État : Edmund Muskie jusqu'au 20 janvier, puis Alexander Haig
- Chambre des représentants - Président : Tip O'Neill   (Parti démocrate)

## Événements
- 19 janvier : les États-Unis et l'Iran signent un accord pour la libération des 52 otages américains après 14 mois de captivité.
- 20 janvier : début de la présidence républicaine de Ronald Reagan aux États-Unis (fin en 1989)[1]. Discours d’investiture de Ronald Reagan. Libération des 52 otages de Téhéran, après 444 jours de détention.
- 21 février : promulgation du premier décret du gouvernement Reagan. Il supprime immédiatement la totalité des contrôles de prix sur le pétrole brut et l'essence. L'administration interrompt jusqu'en avril 1981 l'embauche de personnel civil. L'application des réglementations en cours est gelé sous 60 jours. Le gouvernement cesse d'intervenir sur la modération salariale et sur les prix (pétrole brut et essence notamment). Le président décide enfin de porter le salaire horaire minimum de 3,10 à 3,35 dollars.
- 3 février : déclarations américaines contre la présence soviétique au Moyen-Orient et cubaine en Amérique latine.
- 18 février : Discours de l'état de l'Union. Le président Reagan décrit l'URSS comme l'Empire du Mal et prône une politique étrangère agressive et ferme. Il présente au Congrès son Programme de redressement économique, notamment ses premières propositions budgétaires relatives aux réductions d'impôts et à la réforme de la protection sociale. Ces mesures permettront, selon le président, de lutter contre l’assistanat et de remettre l'Amérique au travail.
- 21 mars : Présentation au Congrès de la loi budgétaire de 1981. L'impôt sur le revenu sera réduit de 30 % sur trois ans, l’amortissement sur l'investissement des entreprises passe à 5 ans. Les subventions versées aux collectivités locales et aux États sont diminuées, ainsi que certaines prestations sociales, comme les allocations chômage. Enfin, la loi projette une augmentation des dépenses militaires de 5,5 à 7 % du PIB.
- 30 mars : tentative d’assassinat contre Ronald Reagan à Washington.
- 31 mars : la 53e cérémonie des Oscars du cinéma se déroule au Dorothy Chandler Pavilion à Los Angeles. L'Oscar du meilleur film récompense Des gens comme les autres (Ordinary People) de Robert Redford, qui reçoit également l'Oscar du meilleur réalisateur. L'Oscar du meilleur acteur dans un rôle principal, remis par Sally Field, va à Robert De Niro pour son interprétation du rôle de Jack LaMotta dans Raging Bull de Martin Scorsese, tandis que Sissy Spacek est couronnée pour l'Oscar de la meilleure actrice dans un rôle principal pour son rôle de Loretta Lynn dans Nashville Lady de Michael Apted. La statuette lui a été remise par Dustin Hoffman.
- Printemps-été : manifestations à Boston contre les restrictions budgétaires.
- 5 juin : le Center for Disease Control d’Atlanta publie 5 cas curieusement graves d’une pathologie rare chez l’adulte (la pneumonie à pneumocystiis carinii) : c’est le début de l’épidémie de SIDA.
- 6 août : Ronald Reagan décide la production et le stockage de 1 200 bombes à neutrons aux États-Unis.
- 13 août : Promulgation par le président Reagan de la Omnibus Reconciliation Act. Elle comporte :
- Un programme d'économie sur le budget fédéral de 170 milliards de dollars sur 5 ans.
  - Redéfinition des conditions d'attribution et du niveau des prestations au titre de divers programmes « de droits de prestation » tels que la sécurité sociale, l'assistance médicale (Medicaid) et le chômage, durcissement de l'accès à la protection sociale.
  - Plafonnement des autorisations de crédits destinés à d'autres programmes.
  - Regroupement des programmes de subventions en neuf catégories de subventions globales, portant par exemple sur les services sociaux et l'éducation.
- Economic Recovery Tax Act réduisant les prélèvements obligatoires de 430 milliards de dollars sur 5 ans.
  - Réduction de 25 % de l'impôt sur le revenu sur 3 ans.
  - Création de nombreuses déductions fiscales pour les couples mariés, les dividendes, les contrats d'assurances, comptes épargnes et retraites.
  - Crédit d'impôt de 10 % sur l’investissement des entreprises.
  - Abattement fiscale de 25 % pour la recherche-développement
  - Relèvement du plafond à 192 000 $ pour l’exonération de l'impôt sur les donations.
- 19 août : Sandra Day O’Connor, première femme président de la Cour suprême.
- 24 août au 26 août : première conférence CRYPTO.
- Août : licenciement de 11 000 des 13 000 « aiguilleurs du ciel » coupables d’avoir déclenché une grève interdite par la loi.
- 2 octobre : plan de modernisation des armements stratégiques américains. Les États-Unis adoptent une posture offensive face à l’Union soviétique : rétablissement de la supériorité navale, forces de déploiement rapide. Reagan fait passer les dépenses militaires de 281 à 409 milliards de dollars (constant de 1992) entre 1980 et 1987. Leur part dans le budget américain croit de 4,8 % à 6,5 % entre 1979 et 1986 (le pourcentage atteint est cependant inférieur à celui des années 1951-1972).
- 20 octobre : Braquage d'un fourgon de la Brink's par des militants lourdement armés du mouvement insurrectionnel noir Black Liberation Army. Le braquage échoue, 2 policiers et un agent de sécurité sont tués dans la fusillade qui s'ensuit. Dans les semaines qui suivent, plusieurs dizaines de membres de l’organisation sont arrêtés par les forces de l'ordre et condamnés à de lourdes peines de prison.
- 4 décembre : Executive Order 12333. Création de l’Intelligence Community. L'objectif du décret est d'instaurer une meilleure coopération entre les services de renseignement américains.
- 9 décembre : arrestation du journaliste noir Mumia Abu-Jamal, accusé d'avoir tué un officier de police.
- 15 décembre : La Cour Suprême, par 7 voix contre 2, déboute les 32 000 vétérans de la Guerre du Vietnam contre les entreprises Dow et Monstanto qui ont fabriqué les herbicides utilisés (Agent orange, Agent pourpre...) au Vietnam contre le Vietcong. Ces herbicides, à base de dioxine, sont responsables du développement de nombreux cancers et malformations génétiques chez ceux qui ont été en contact avec ces produits.
- 17 décembre : le général américain de l'OTAN James L. Dozier (en) est enlevé à Vérone par les Brigades rouges italiennes. Il sera libéré le 28 janvier 1982 à Padoue.

## Économie et société
- Négociations de quotas d’importation de véhicules japonais aux États-Unis (1981 et 1983).
- Réduction majeure des impôts directs estimée à 1,7 % du PIB.
- Le budget fédéral atteint 639,5 milliards de dollars.
- 10,3 % d'inflation
- Hausse du chômage à 7,1 % de la population active.
- 63,2 milliards de dollars de déficit public (2,6 % du PIB).
- 997 milliards de dollars de dette publique.
- 11,7 % de personnes pauvres.
- Les États-Unis renouent avec le libéralisme économique. Déréglementation des prix du pétrole. Hausse record des taux d’intérêts. Réforme fiscale (automne). Sous Reagan, le taux marginal le plus élevé de l’impôt fédéral sur le revenu des ménages, qui atteignait 90 % à l’époque de Kennedy, tombe à 31 %.

## Culture

### Cinéma

#### Films américains sortis en 1981
- x

#### Autres films sortis aux États-Unis en 1981
- x

#### Oscars
- Meilleur film :
- Meilleur réalisateur :
- Meilleur acteur :
- Meilleure actrice :
- Meilleur film documentaire :
- Meilleure musique de film :
- Meilleur film en langue étrangère :

## Naissances en 1981
- 17 février : Joseph Gordon-Levitt, acteur, réalisateur, scénariste et producteur
- 5 mai : Luke Helder, étudiant américain, poseur de bombes, surnommé le Midwest Pipe Bomber.
- 24 août : Chad Michael Murray, acteur et écrivain
- 2 décembre : Britney Spears, chanteuse

## Décès en 1981
- 29 novembre : Natalie Wood, actrice